# Antimitótico

Estructura del paclitaxel, un antimitótico de uso muy difundido.

Un agente antimitótico es un estímulo, normalmente consistente en una sustancia química, que produce una desviación consistente del ciclo mitótico. La reacción normalmente es reversible con el tiempo, la retirada del estímulo o la adición de un antagonista.
El mecanismo de acción más frecuente es la interferencia con la formación del huso mitótico.
La mayoría de los compuestos conocidos son derivados de sustancias naturales, como alcaloides vegetales y su uso principal está en el tratamiento del cáncer y en la investigación, especialmente en citogenética. Ello se debe a que las células cancerosas son capaces de crecer y eventualmente llegar a formar metástasis mediante la división mitótica continua. 
Algunos ejemplos de antimitóticos que se usan frecuentemente en el tratamiento del cáncer sería paclitaxel, docetaxel, vinblastina, vincristina, y vinorelbina.
La Colchicina es un inhibidor antimitótico empleado en el tratamiento de la gota.

## Uso de inhibidores de la mitosis en citogenética
La Citogenética, utiliza ampliamente los inhibidores de la mitosis en el análisis del bandeo G (tratamiento con tripsina + Giemsa). En los protocolos para preparar un portaobjetos para su estudio, se añade un antimitótico a las células, lo que detiene a estas en estado de mitosis, cuando los cromosomas se hacen visibles. Seguidamente se centrifugan las células y se pasan a una solución hipotónica que la desintegra, esparciendo los cromosomas. Tras su preparación se pueden observar esto bajo el microscopio mostrando sus característicos patrones de bandeo. Esta prueba es crucial para muchas formas de investigación en cáncer.  

## Tipos de agentes

### Colchicina
La Colchicina es un alcaloide derivado del Colchicum autumnale. Inhibe la mitosis evitando la polimerización de los microtúbulos. Su mecanismo de acción se ha denominado "subestequiométrico", y consiste en su adición en el extremo 

### Taxanos
Los Taxanos son terpenos complejos producidos por las plantas del género Taxus (tejos). Originalmente se aislaron de Taxus brevifolia, aunque actualmente son sintetizados de modo artificial. Su mecanismo principal de acción es la alteración de la función de los microtúbulos celulares mediante la estabilización de su formación. Los microtúbulos son esenciales para la reproducción celular por mitosis, de modo que mediante su inactivación se inhibe la división celular. 
- Paclitaxel—utilizado en el tratamiento del cáncer de pulmón, cáncer de ovario, cáncer de mama y formas avanzadas del sarcoma de Kaposi.[6]
- Docetaxel—Utilizado para tratar cáncer de mama, de ovario y cáncer de pulmón de células no pequeñas.[7][8]

### Alcaloides de la Vinca

Fórmula estructural de la vinblastina.

Los alcaloides de la Vinca son aminas producidas por la planta alucinógena Catharanthus roseus.  Inhiben la polimerización de los microtúbulos y por ello la mitosis. 
- Vinblastina—utilizado en el tratamiento de la leucemia, el linfoma de Hodgkin, cáncer de pulmón de células no pequeñas, cáncer de mama y cáncer de testículo. También es uno de los componentes de muchos regímentes de quimioterapia.[9]
- Vincristina—utilizado en el tratamiento del linfoma, cáncer de mama, de pulmón y de la leucemia linfoblástica aguda.[9]
- Vindesina—utilizada en el tratamiento de la leucemia, linfoma, melanoma, cáncer de mama y de pulmón.[9]
- Vinorelbina—utilizado en el tratamiento del cáncer de mama y del cáncer de pulmón de células no pequeñas.[9]